# Villaumbrales
Villaumbrales település Spanyolországban, Palencia tartományban. Villaumbrales Becerril de Campos, Husillos, Grijota, Villamartín de Campos és Mazariegos községekkel határos. Lakosainak száma 623 fő (2024).

## Népesség
A település népessége az elmúlt években az alábbi módon változott:
| Lakosok száma | 872  | 814  | 798  | 777  | 738  | 707  | 676  | 648  | 650  | 623  |
|               | 2001 | 2004 | 2007 | 2009 | 2012 | 2014 | 2017 | 2019 | 2022 | 2024 |